# Municipio de Upper St. Clair
El municipio de Upper St. Clair (en inglés: Upper St. Clair Township) es un municipio ubicado en el condado de Allegheny en el estado estadounidense de Pensilvania. En el año 2000 tenía una población de 20.053 habitantes y una densidad poblacional de 793 personas por km².

## Geografía
El municipio de Upper St. Clair se encuentra ubicado en las coordenadas 40°20′8.2986″N 80°4′46.9956″O / 40.335638500, -80.079721000.

## Demografía
Según la Oficina del Censo en 2007 los ingresos medios por hogar en la localidad eran de $118,690 y los ingresos medios por familia eran $131,360. Los hombres tenían unos ingresos medios de $51,974 frente a los $37,140 para las mujeres. La renta per cápita para la localidad era de $49,413. Alrededor del 2,1% de la población estaban por debajo del umbral de pobreza.